# Centre français du patrimoine culturel immatériel
Le Centre français du patrimoine culturel immatériel (CFPCI) est une antenne de la Maison des cultures du monde, qui se situe dans l'aile nord du prieuré Notre-Dame à Vitré (Ille-et-Vilaine). Il se consacre à l'information, la médiation et la promotion du patrimoine culturel immatériel et de la diversité culturelle.

## Missions
- Faire connaître la Convention pour la sauvegarde du patrimoine culturel immatériel (PCI)
- Sensibiliser les publics à la sauvegarde du PCI
- Documenter le PCI
- Contribuer à la production des connaissances et à la réflexion sur le PCI
- Faciliter la mise en réseau d'acteurs du PCI
- Orienter et informer sur l'inventaire du PCI en France et les candidatures aux listes UNESCO[1]
- Fournir de services d'expertise

## Historique
En 2005, la Maison des cultures du monde inaugure son Centre de documentation sur les spectacles du monde dans l’aile nord du prieuré Notre-Dame de Vitré, mise à sa disposition par la Ville de Vitré en Bretagne. Cette antenne culturelle décentralisée réunit non seulement les archives de la Maison des cultures du monde depuis 1982, mais également celles du Festival des Arts Traditionnels de Rennes. Danse, théâtre, musique, marionnettes, fêtes traditionnelles, rituels... : ces archives sonores, visuelles, audiovisuelles et documentaires révèlent plus de 60 000 pièces dédiées aux traditions du spectacle du monde entier,.
En 2011, Frédéric Mitterrand, alors ministre de la Culture et de la Communication, désigne le centre « organisme compétent pour la sauvegarde du patrimoine culturel immatériel présent sur le territoire national » en application de la Convention pour la sauvegarde du patrimoine culturel immatériel de l’UNESCO. Il devient alors le Centre français du patrimoine culturel immatériel (CFPCI).
Le CFPCI a réuni les 24 et 25 mai 2012 à Vitré les représentants des éléments français inscrits sur les listes de l’UNESCO. Ces derniers ont alors exprimé le souhait de se regrouper en association. L’assemblée générale constitutive de cette association s’est tenue le 25 septembre 2013 au CFPCI, qui en est membre fondateur. Il en accueille le siège et en assure le secrétariat ainsi que la coordination et le suivi. Baptisée France PCI, cette association a pour objet de faciliter le partage d’informations, de connaissances et d’expériences dans le domaine de la sauvegarde du PCI, de susciter les collaborations et de promouvoir auprès du public l’esprit de la Convention de 2003 ainsi que les éléments inscrits sur ses Listes.
Le CFPCI a été labellisé en 2016 «ethnopôle » par le ministère de la Culture.

## Activités
- Expositions
- Médiation culturelle
- Centre de ressources
- Conférences
- Diffusion d'informations
- Formations

## Le CFCPI à Vitré

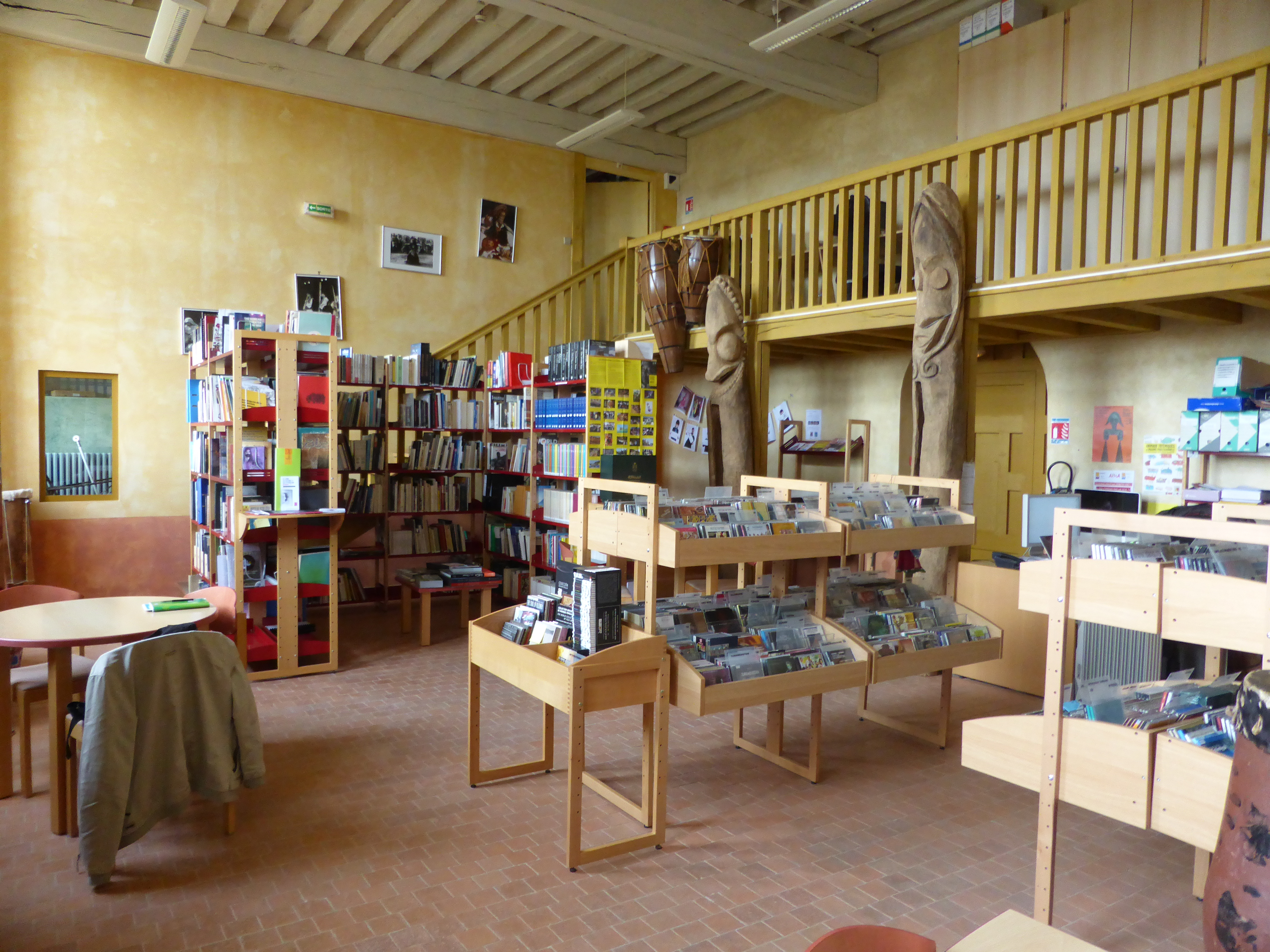
Centre de documentation au rez-de-chaussée
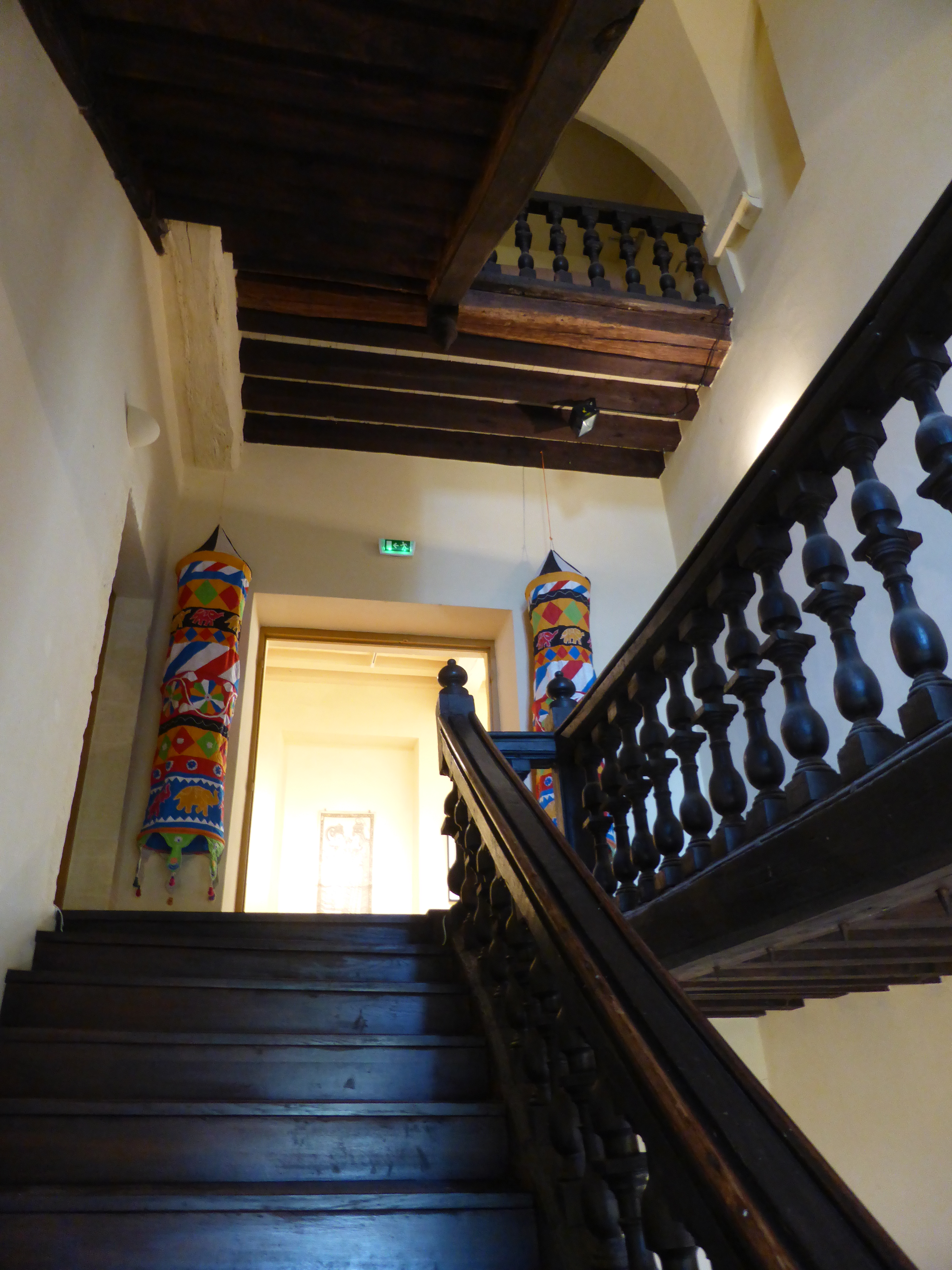
Escalier menant vers les expositions
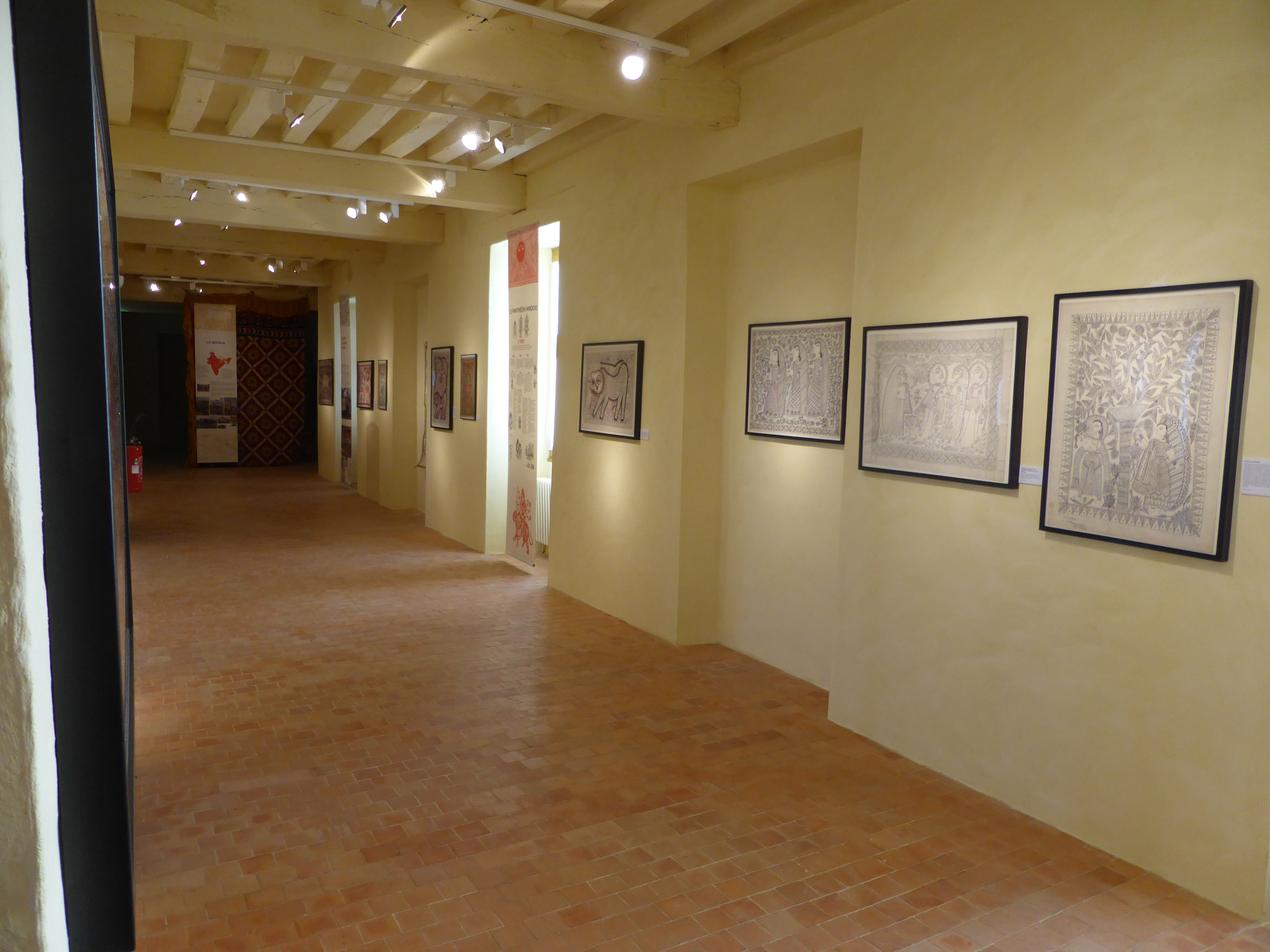
Salle d'exposition à l'étage